# Iwon-myeon, Okcheon-gun
Iwon-myeon (koreanska: 이원면) är en socken i den centrala delen av Sydkorea, 160 km söder om huvudstaden Seoul. Den ligger i kommunen Okcheon-gun i provinsen Norra Chungcheong.